# شهرک امام (هلیلان)
شهرک امام، روستایی در دهستان داربید بخش جزمان شهرستان هلیلان در استان ایلام ایران است.

## جمعیت
بر پایه سرشماری عمومی نفوس و مسکن در سال ۱۳۹۵، جمعیت این روستا برابر با ۴۴۷ نفر (۱۳۲ خانوار) بوده‌است.